# Le Crime de Roger Sanders
Pour plus de détails, voir Fiche technique et Distribution.
Le Crime de Roger Sanders (Watch Your Step) est un film muet américain réalisé par William Beaudine, sorti en 1922.

## Synopsis
Un jeune homme d'une famille aisée aime parcourir la ville au volant de sa voiture ; il s'amuse à distancer la police qui le poursuit, bien qu'il soit généralement rattrapé. Après son dernier incident, son père l'avertit de cesser ce jeu, et le jeune homme promet de se calmer. Cependant, il cède bientôt à ses anciennes habitudes. Mais cette fois, en tentant de fuir deux policiers à moto, il a un accident. Pensant qu'il a tué un des policiers, il fuit en ville et se retrouve sans le sou, dans une petite ville à plusieurs kilomètres de là. Bientôt, il rencontre une jeune fille dont il tombe amoureux, qui s'avère être la fille du chef de la police locale.

## Fiche technique
- Titre : Le Crime de Roger Sanders
- Titre original : Watch Your Step
- Réalisation : William Beaudine
- Scénario : Julien Josephson
- Photographie : John J. Mescall
- Montage : Ralph Block
- Production : B.P. Fineman
- Société de production : Goldwyn Pictures Corporation
- Société de distribution : Goldwyn Pictures Corporation
- Pays de production :  États-Unis
- Langue originale : anglais
- Format : Noir et blanc — 35 mm — 1,33:1 — Muet
- Genre : Comédie dramatique
- Durée : 50 minutes
- Date de sortie :
  - États-Unis : février 1922

## Distribution
- Cullen Landis : Elmer Slocum
- Patsy Ruth Miller : Margaret Andrews
- Bert Woodruff : Russ Weaver
- George Pierce : Lark Andrews
- Raymond Cannon : Lon Kimball
- Gus Leonard : Jennifer Kimball
- Harry L. Rattenberry : le gendarme
- Joel Day : Ky Wilson
- L.J. O'Connor : détective Ryan
- John Cossar : Henry Slocum
- Lillian Sylvester : Mrs. Spivey
- L.H. King : Lote Spivey
- Cordelia Callahan : Mrs. Andrews
- Alberta Lee : Mrs. Weaver